# Serfsonovi
Serfsonovi (v anglickém originále The Serfsons) jsou 1. díl 29. řady (celkem 619.) amerického animovaného seriálu Simpsonovi. Scénář napsal Brian Kelley a díl režíroval Rob Oliver. V USA měl premiéru dne 1. října 2017 na stanici Fox Broadcasting Company a v Česku byl poprvé vysílán 8. ledna 2018 na stanici Prima Cool.
Jedná se o první epizodu Simpsonových, ke které složil hudbu skladatelský tým Bleeding Fingers Music od srpna 2017, kdy byl z této pozice odvolán dlouholetý skladatel Alf Clausen, který skládal hudbu k seriálu od roku 1990. Od tohoto dílu je Clausen označován v titulcích jako „emeritní skladatel“.

## Děj
V království Springfieldia navštíví rodina Serfsonových matku Marge, Jacqueline, v hájku seniorů U Pavouka. Rodina ji vezme na procházku a Marge zjistí, že její matka má zmodralou a ledovou kůži.
V ordinaci felčara Dlahy vyjde najevo, že ji kousl „ledový chodec“, a že se z ní do týdne stane rampouch. Jediným způsobem, jak ji mohou Serfsonovi zachránit, je zakoupení ohňového amuletu. Jeho cena je však pro chudou rolnickou rodinu příliš vysoká, a tak Marge pošle Homera, aby potřebné peníze sehnal. Objeví se Azzlan, který se snaží přimět Serfsonovy, aby přestoupili na křesťanství, Marge jej však odežene.
V lidské elektrárně se Homer neúspěšně pokouší požádat lorda Montgomeryho o peníze. Když Líza přihlíží tíživé situace otce, rozhodne se problém vyřešit kouzlem, při kterém přemění olovo na zlato. Líza však nerada čaruje, protože se obává, že by ji unesl král Quimby a udělal by z ní jednu ze svých zlých čarodějnic.
Doma daruje Marge amulet své matce Jacqueline. Ta ho nejprve odmítá, protože poznává marnost života, přesto se rozhodne ho nosit. V tu chvíli se objeví čarodějové krále Quimbyho, odvedou Lízu a obviní ji z čarodějnictví. Ve snaze zachránit svou dceru shromáždí Homer nevolníky z království a vyzve je ke vzpouře. Když se dostanou na hrad, podaří se jim porazit rytíře, poté se zde však objeví drak. Jacqueline se odhodlá vrátit Marge amulet, čímž opět zchladne a zmodrá. Rozhodne se obětovat svůj život, a porazí tím draka. Vyjde však najevo, že dračí oheň byl zdrojem veškeré magie v království včetně všech kouzelných tvorů. Líza navrhne, že království nyní může rozvíjet vědu. I když Homer slyší Lízin návrh, rozhodne se zapálit oheň v drakově tlamě ve snaze oživit jej. Magie se do království sice vrátí, drak však vypálí celou ves.

## Přijetí
Dennis Perkins z webu The A.V. Club udělil dílu hodnocení B− a napsal: „Serfsonovi jsou v rámci možností použitelná hloupá epizoda, jejíž největší chybou je její naprostá zbytečnost, zejména jako způsob, jak zahájit novou řadu. Seriál už nejednou udělal jako premiéru série trikový díl, který má možná za cíl zaujmout diváky několika neambiciózními popkulturními odkazy. To je fér. Serfsonovi jich mají sami o sobě zdravě plnou hrst, protože – pomineme-li jakýkoliv význam nebo zdůvodnění tohoto fantastického výletu – rodina Simpsonových je utlačovanou rolnickou rodinou Serfsonových v jakési extravaganci ve stylu Hry o trůny, Pána prstenů a Dungeons & Dragons.“
Tony Sokol, kritik webu Den of Geek, dal epizodě čtyři hvězdičky z pěti s komentářem: „Serfsonovi mají stabilní tempo, smích přichází pravidelně a několik vtipů je opravdu povedených. Celkové převzetí Hry o trůny je jak láskyplné, tak i neuctivé, ale je to jen jemné škádlení a utahování si, ne přímý útok. Osmadvacátá řada Simpsonových byla po dvou nevýrazných letech velmi vtipná. Tato série se rozjíždí zábavně, ale nenastupuje s odevzdaností klasických let.“
Serfsonovi dosáhli ratingu 1,4 s hodnocením 5 a sledovalo je 3,26 milionu diváků, čímž se umístili na druhé příčce v nejsledovanějších pořadech toho večera na stanici Fox.
Brian Kelley byl za scénář k této epizodě nominován na Cenu Sdružení amerických scenáristů za vynikající scénář k animovanému filmu na 70. ročníku předávání těchto cen.